# Sign o' the Times (film)
Pour les articles homonymes, voir Sign of the Times.
Pour plus de détails, voir Fiche technique et Distribution.
Sign O' The Times, est un film de concert américain réalisé par Prince. La mise en scène reprend le thème, les chansons et les décors de la tournée Sign o' the Times Tour qui est considérée comme l'une des meilleures jamais lancée par Prince au même niveau que Lovesexy Tour ou Diamonds and Pearls Tour.

## Synopsis
La tournée mythique de Sign O' The Times a propulsé Prince au sommet de sa gloire. Ce concert est un show d'une envergure exceptionnelle. Prince est ici à l'apogée de sa créativité.
Les titres interprétés sont les suivants :
- Sign O' The Times
- Play in the Sunshine
- Little Red Corvette
- Housequake
- Slow Love
- I Could Never Take The Place of Your Man
- Hot Thing
- Now's The Times
- U Got The Look
- If I Was Your GirlFriend
- Forever in My Life
- It's Gonna Be a Beautiful Night
- The Cross

## Fiche technique
- Titre : Sign O' The Times
- Réalisation : Prince
- Producteur : Robert Cavallo, Joseph Ruffalo et Steven Fargnoli
- Coproducteur : Simon Fields
- Musique : Prince
- Directeur de la photographie : Peter Sinclair
- Directeur artistique : Prince
- Genre : Film de concert
- Sortie : 29 octobre 1987 aux États-Unis

## Analyse
En 1987, le succès grandissant de Prince en Europe devient imposant, il fait de nombreuses tournées pour promouvoir ses derniers albums et les ventes ont augmenté en conséquence. Cependant les États-Unis sont restés très fermes sur son dernier album, et les ventes ont subi une chute libre. Comme il ne souhaitait pas poursuivre sa tournée en dehors de l'Europe la décision lui est venue de faire un film partant d'un concert live pour faire tout de même un peu de promotion à cet album. Ce film aurait dû être diffusé dans des théâtres.
Prince est présent avec son nouveau groupe provisoire : « The Lovesexy Band » composé entièrement de nouveau venus à l'exception de Matt Fink (clavier), Eric Leeds (saxophone), Atlanta Bliss (trompette), Wally Safford et Greg Brooks (danse). On voit donc ici les apparitions de Sheila E. à la batterie, Cat à la danse, Boni Boyer deuxième clavier, Levi Seacer, Jr. à la basse et Miko Weaver à la guitare. 
La totalité du film est un concert à l'exception du clip promotionnel de U Got The Look.
Le film devait à l'origine être composé essentiellement par les concerts à l'Ahoy de Rotterdam (Pays-Bas) du 26, 27 et 28 juin et de Anvers (Belgique) du 29 juin. Cependant, les images de ces concerts a été jugée insatisfaisante, en partie à cause de l'aspect flou et inutilisable, mais aussi parce que le son a été enregistrés sur différents canaux et était pratiquement inaudible. Par conséquent, une performance live a été donnée à Paisley Park Studios. Selon le saxophoniste Eric Leeds, près de 80 % du film contient des scènes du concert de Paisley Park.
La plupart des chansons sont reliées en parallèle avec une histoire romancée traitant de leurs thèmes, de nombreuses critiques ont alors déclaré Prince comme meilleur acteur que dans son précédent film Under the Cherry Moon. Un total de 13 chansons en contenant 11 de l'album, un hit rapide au piano (little red corvette) et une reprise de Charlie Parker Now's The Times réalisée sans Prince pour mettre en valeur chacun des membres du nouveau groupe. 
Il était prévu d'inclure tout le concert de Paisley Park qui contenait encore « Purple Rain », « 1999 », « Kiss », « When Doves Cry », « Girl and Boys » et « Let's Go Crazy » mais ce projet fut finalement abandonné jugeant le film trop long.
La première du film a été donnée à Detroit le 29 octobre 1987, puis a été diffusé dans 20 250 cinémas américains. En Europe, le film a été diffusé lors de rares séances privées dans peu de cinémas. 
Le film ne fait pas de très bon résultat et est rapidement écarté des salles de cinéma. Néanmoins, lorsque le film est sorti en VHS l'année suivante, il est devenu extrêmement populaire et a reçu des critiques positives, en particulier au Royaume-Uni. Le film sort en DVD en 2005, bien que les chansons coupées au montage ne sont toujours pas mises dans les bonus.
Dans la coda de « I Could Never Take the Place of Your Man » Eric Leeds et Atlanta Bliss jouent un bout de la chanson « Rockhard In a Funky Place » qui aurait dû être présente sur Camille un album annulé mais est présent sur Crystal Ball sortit bien plus tard et The Black Album.
Le fait que le film soit sorti au cinéma a été jugé inadapté car il ne s'agissait pas d'un film à part entière. Ses ventes actuelles en VHS et DVD sont en revanche parmi les meilleures de la vidéographie de Prince. Le contenu est une fusion jazz-funk-rock du meilleur effet et mérite l'achat inconditionnel de cette vidéo.

## Musicien vu à l'écran
- Prince – chants, guitare, piano
- Miko Weaver – guitare
- Levi Seacer, Jr. – basse
- Boni Boyer – claviers, chants
- Doctor Fink - claviers
- Sheila E. – batterie, percussions, chants
- Eric Leeds – saxophone
- Atlanta Bliss – trompette
- Cat , Wally Safford et Greg Brooks – danseurs et chant